# تسونگ سو
تسونگ سو (انگلیسی: Cong Su؛ زادهٔ ۱۹۵۷) یک آهنگساز اهل جمهوری خلق چین است.
وی همچنین برنده جوایزی همچون جایزه اسکار بهترین موسیقی فیلم شده است.

## فیلمشناسی
- آخرین امپراتور – (۱۹۸۷)